# Col de la Savine
Der Col de la Savine ist ein 998 Meter hoher französischer Gebirgspass in der Jura. Er befindet sich in der Region Bourgogne-Franche-Comté im Département Jura und verbindet über die N5 die Gemeinden Morbier im Süden mit Saint-Laurent-en-Grandvaux im Norden.

## Streckenführung
Die Südauffahrt führt von Morez aus über rund sechs Kilometer auf die Passhöhe. Dabei wird die gut ausgebaute N5 befahren, die im Schnitt mit 4,3 % ansteigt. Der Anstieg befindet sich in größtenteils bebautem Gebiet, ehe die letzten knapp 800 Meter durch einen Wald verlaufen. Im unteren Teil verläuft die Steigung entlang einer alten Bahnlinie, die über zahlreiche Viadukte führt.
Die Nordauffahrt beginnt bereits in Champagnole, wo die Straße auf der N5 unrhythmisch nach Saint-Laurent-en-Grandvaux führt. Auf diesen rund 10 Kilometern führt der Anstieg bei geringen Steigungsprozenten über zahlreiche Flachstücke und Abfahrten. Nachdem Saint-Laurent-en-Grandvaux durchfahren wurde folgt eine kurze Abfahrt, ehe die letzten zweieinhalb Kilometer bei einer Steigung von rund 4 % auf die Passhöhe führen.

## Radsport
Die Tour de France passierte den Col de la Savine erstmals im Jahr 1935 auf der 5. Etappe, die zwischen Belfort und Genf ausgetragen wurde. Damals wurde jedoch keine Bergwertung auf dem Pass abgenommen. Weitere Überquerungen ohne Bergwertung folgten in den Jahren 1951 (23. Etappe), 1969 (7. Etappe), 1973 (6. Etappe), 1974 (9. Etappe), 1976 (8. Etappe) und 1990 (9. Etappe).
In den Jahren 1954 (20. Etappe) und 1972 (16. Etappe), wurde der Col de la Savine jeweils von der Südseite aus befahren, die als Bergwertung der 3. Kategorie klassifiziert war.
Im Jahr 2022 schien der Anstieg auf der 8. Etappe wieder im Programm der Tour de France auf. Die Strecke führte jedoch über die einfachere Nordauffahrt, bei der keine Bergwertung abgenommen wurde.